# FV101 Scorpion
FV 101 "Scorpion" là xe bọc thép chạy xích sử dụng trong mục đích trinh sát. Được bọc thép bằng hợp kim nhôm. Và còn có thể được vận chuyển bằng đường không trên các hệ thống treo của máy bay trực thăng hạng nặng hoặc trong bụng các máy bay vận tải.

## Lịch sử
Năm 1964, hãng "Elvis" nhận đơn đặt hàng thiết kế loại xe này. Bản thử nghiệm đầu tiên được đưa ra chạy thử năm 1968 và 4 năm sau nó được tiếp nhận vào lực lượng vũ trang dưới tên gọi FV 101 "Scorpion" (bọ cạp FV 101).

### Cấu tạo thân xe
Bản vẽ thiết kế tổng thể của xe tăng mang nhiều tính chất của một xe chiến đấu bộ binh (BMP). Buồng động cơ – động lực được bố trí phía trước thân xe, còn buồng chiến đấu chiếm vị trí giữa và bộ phận đuôi "Scorpion". Với kết cấu này, bánh dẫn động sẽ nằm phía trước, còn bánh dẫn hướng – phía sau. xe này sử dụng động cơ xe hơi "Jaguar", trong trường hợp cần thiết, có thể thay thế bằng động cơ diezen "Perkins" làm mát bằng chất lỏng 250 sức ngựa. Hệ thống treo xoắn của xe tăng với hệ thống giảm sóc thủy lực phía trước và phía sau bánh đỡ. Băng xích có bản lề cao xu pha thép quanh bánh xe và mắt xích bằng thép. Các chướng ngại vật dưới nước ngập sâu, "Scorpion" không thể tự vượt qua được. Trong trường hợp này, phải sử dụng đến tổ hợp phương tiện vượt sông đặc biệt, có thể mang riêng xe tăng. Xe hoạt động trên mặt nước sau khi băng xích đã được cuộn lại.

## Vũ khí và bọc giáp
Được lắp pháo rãnh xoắn L23 76mm và súng máy đồng trục 7,62mm. Tháp pháo hai chỗ ngồi cho chỉ huy và pháo thủ. Trong cơ số đạn 40 viên của "Scorpion" gồm đạn nổ, đạn phá xuyên giáp với chất dẻo. Đầu xe và tháp pháp được bọc hợp kim nhôm và trang có thể chống lại được súng máy 14,5mm bắn thẳng từ cự ly 200m. Thành bên và đuôi xe đem lại sự bảo vệ cho kíp xe khỏi đạn súng bộ binh, đạn nổ mảnh và mìn. "Scorpion" được trang bị các hệ thống bảo vệ khỏi vũ khí hủy diệt hàng loạt.

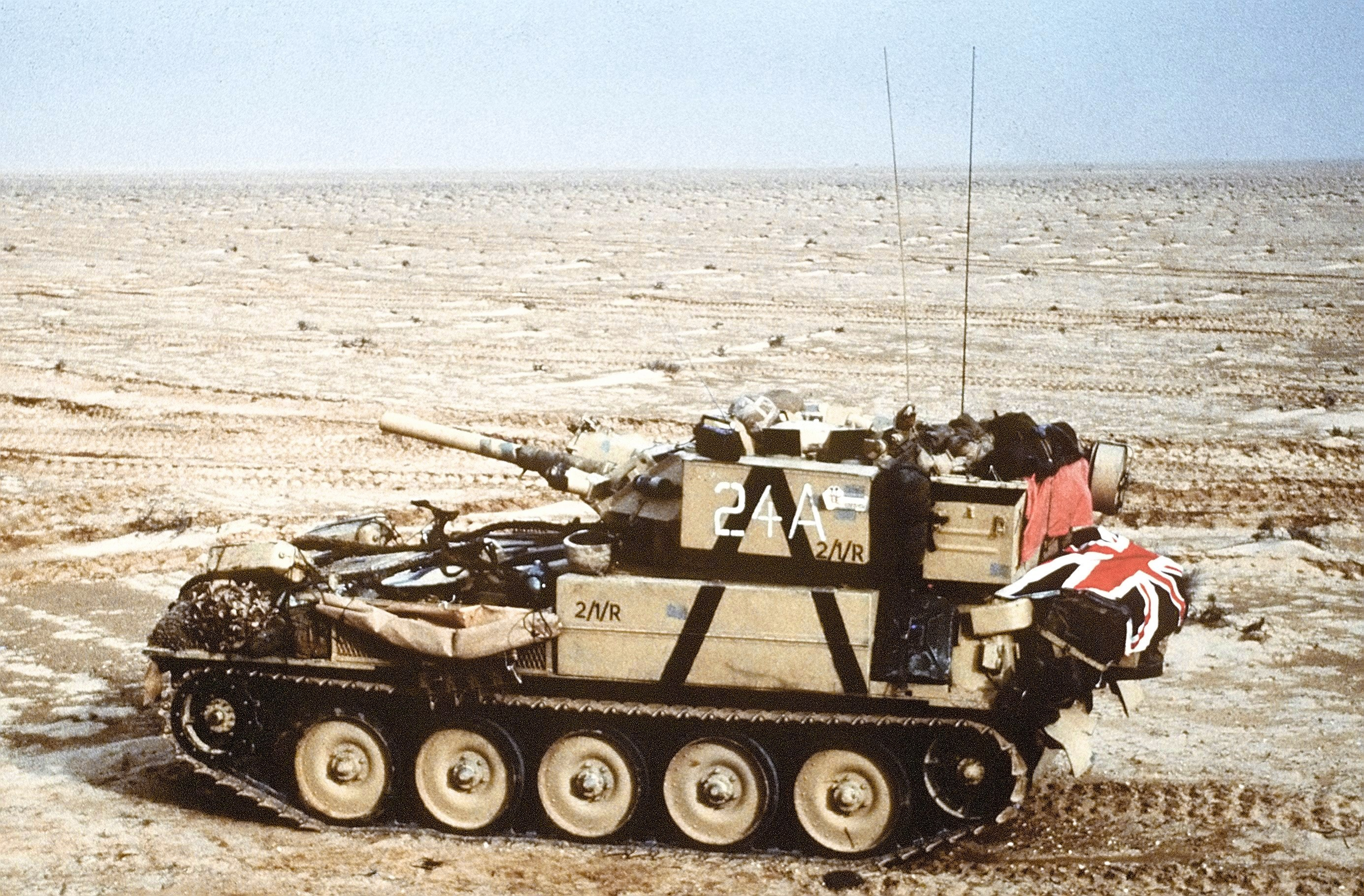
FV101 Scorpion trong chiến tranh vùng vịnh.

Tổng cộng 1241 FV 101 "Scorpion" đã được sản xuất. Trên gầm "Scorpion", ngoài các loại xe bọc thép khác nhau và các xe cứu kéo, xe trang bị hệ thống "Swingfire" – tên lửa chống tăng có điều khiển dưới tên gọi "Striker", xe bọc thép vận chuyển "Spartan", xe cứu thương "Samaritan", xe chỉ huy "Sultan", xe sửa chữa "Samson", đồng thời xe trinh sát chiến đấu "Simiter". Tất cả các loại xe phục vu, chiến đấu này cho đến thời điểm hiện tại vẫn phục vụ trong Lực lượng vũ trang Anh.